# Tratturello Camporeale-Foggia

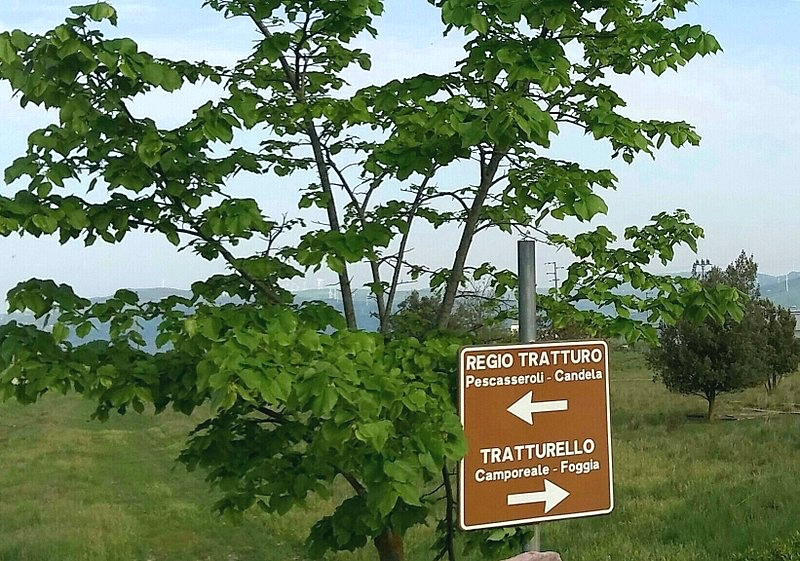
Il punto d'inizio del tratturello sull'altipiano di Camporeale, presso Ariano Irpino

Il tratturello Camporeale-Foggia è un antichissimo itinerario della transumanza che ha condiviso larga parte del suo tracciato con la grande viabilità di epoca romana e medievale. Nell'ambito della complessa rete dei tratturi nell'Italia meridionale il tratturello Camporeale-Foggia costituisce una diramazione del tratturo Pescasseroli-Candela.

## Percorso
Il tratturello si dirama dal tratturo Pescasseroli-Candela all'altezza dell'altipiano di Camporeale, corrispondente al valico appenninico della sella di Ariano. Lungo il tratto iniziale del percorso il tratturello corre esattamente lungo la linea spartiacque dirigendosi verso nord, lasciando a ovest la valle del Miscano (ricca di eminenze archeologiche) e a est il fiume Cervaro. In tale tratto si osservano le imponenti masserie Falceta, Montefalco e Scannaturo (in territorio di Ariano Irpino), che basavano la loro economia sulle attività zootecniche legate ai transiti delle greggi sul tratturello (si noti che scannaturo in dialetto arianese significa "mattatoio").

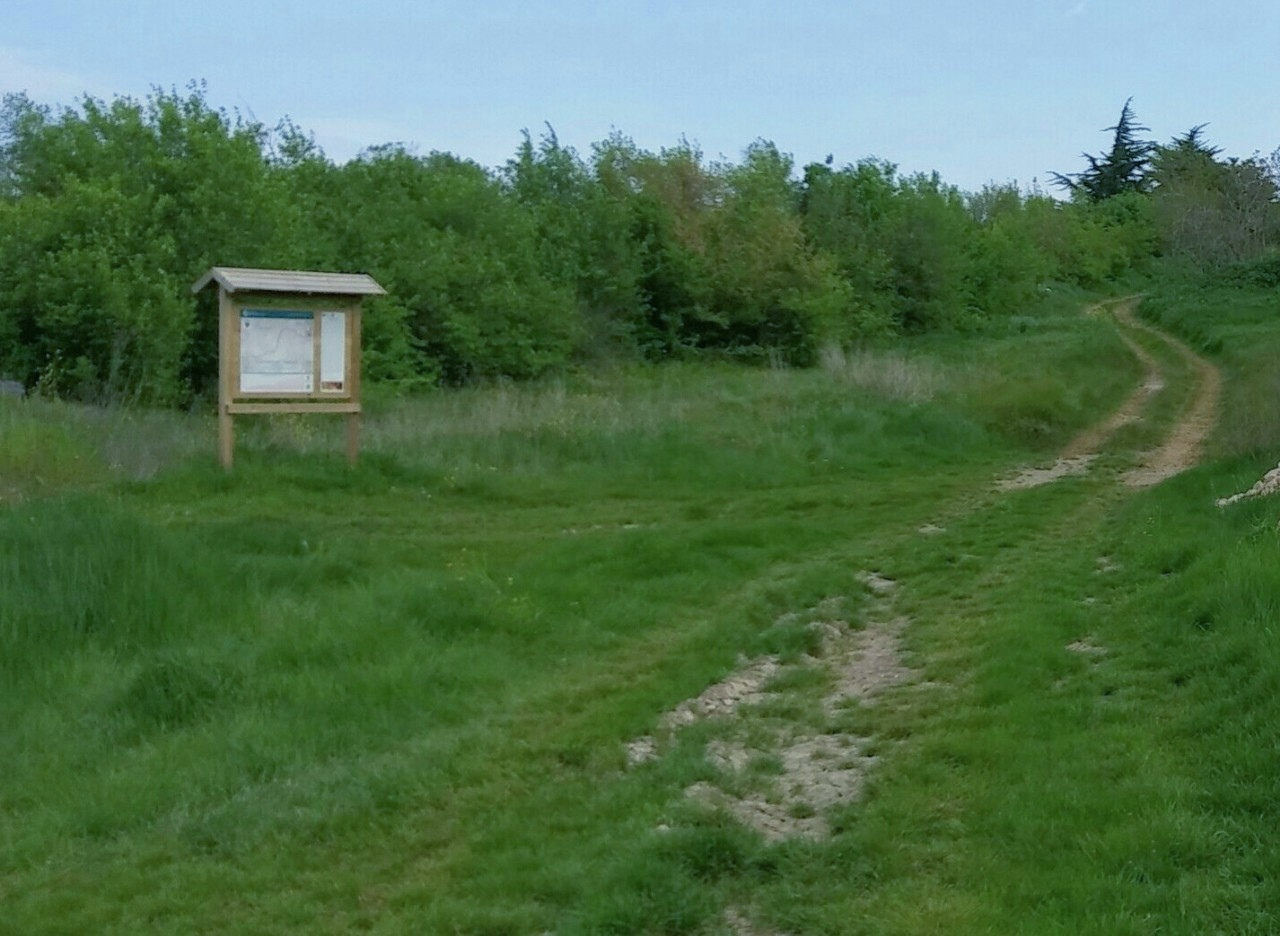
La confluenza del tratturello (da destra) e della via Francigena (l'antica via Traiana, da sinistra) poco prima delle Tre Fontane

Più oltre si raggiunge il casale Tre Fontane, ove sorge una grande taverna; il tratturello, per mezzo di una coppia simmetrica di portali in pietra, penetra fin dentro il cortile della taverna per poi uscirne dal lato opposto. Dal casale Tre Fontane si diparte una diramazione per Volturara (passante per Castelfranco, Roseto e San Bartolomeo); a partire da tale crocevia il percorso del tratturello viene inoltre a coincidere con quello della via Traiana proveniente da Aequum Tuticum, un vicus situato all'incrocio con la via Aemilia e la via Herculia.
Il tratturello continua il suo percorso verso nord fino al modesto valico di Tre Sportelli, in prossimità delle sorgenti del Celone. A partire da questo punto il tratturello vira verso nord-est per raggiungere quindi il passo di San Vito ove tocca la massima altitudine (947 m s.l.m.). Il valico è sovrastato da un'altura isolata di grande rilevanza strategica, il Castiglione, mentre in corrispondenza del valico (attraversato anche dalla mulattiera Faeto-Orsara) vi è un casale con una fontana e una chiesetta, quest'ultima ricostruita dopo la distruzione pressoché totale avvenuta nel corso del Novecento.
Più oltre, superata l'intersezione con un'altra mulattiera (la Celle-Orsara), il tratturello sfrutta il cosiddetto Buccolo (una gola angusta, forse ricavata artificialmente), per superare l'aspro rilievo del subappennino Dauno.
Da qui il tratturello scende verso Troia (l'antica Eca), dapprima assai ripido e poi quasi pianeggiante; in tale tratto sorge la grande taverna Cancarro. A partire da Troia (il centro abitato più importante tra quelli attraversati direttamente) il tratturello abbandona il tracciato della via Traiana (che procedeva verso sud-est in direzione Herdonia) per proseguire verso nord-est, parallelamente all'attuale strada provinciale 115, in direzione Foggia, per giungere così al centro del Tavoliere delle Puglie ove erano ubicati i vasti pascoli invernali e la Regia dogana che ne gestiva l'uso. I pastori giungevano in pianura agli inizi dell'autunno e tornavano in Abruzzo a primavera inoltrata, dopo lo svolgimento della grande fiera di Foggia che si teneva annualmente tra aprile e maggio. Il quartiere di Foggia attraversato dal tratturello ha assunto a sua volta il nome di Camporeale.

## Storia
Il tracciato era in uso fin dalla più remota antichità, in quanto consentiva il collegamento fra l'Appennino campano e il golfo di Manfredonia senza richiedere l'attraversamento di alcun corso d'acqua. Ne è prova la precoce diffusione della cultura della ceramica impressa (di origine balcanica) dal tavoliere foggiano verso l'altipiano di Camporeale, nei cui pressi emerge il sito archeologico de La Starza, il più antico insediamento neolitico in Campania. In epoca romana imperiale la via Appia Traiana,
una strada romana costruita fra il 108 ed il 110 d.C. per volontà dell'imperatore Traiano, si sovrappose al tratturello per gran parte del suo percorso, ossia dalle Tre Fontane di Greci fino all'antica città di Eca, presso Troia.
Più tardi, in epoca longobarda, il tratturello venne a essere parte integrante della via Micaelica (meglio nota come via Sacra Langobardorum), un itinerario percorso dai pellegrini diretti al santuario di san Michele Arcangelo sul Gargano; anche nel periodo della dominazione normanna il tracciato fece parte della via Francigena, ossia del sistema delle grandi vie di pellegrinaggio e durante le crociate fu percorso da eserciti e fedeli in viaggio verso la Terra santa. Fu in quell'epoca che all'altezza del valico di San Vito fu eretta l'omonima chiesa, mentre sull'attigua altura del Castiglione venne innalzato il castello di Crepacuore; tale fortezza ebbe poi un ruolo cruciale nell'assedio all'insediamento musulmano di Lucera condotto nel 1269 da re Carlo I d'Angiò. Il sovrano angioino e i suoi discendenti consentirono inoltre alle famiglie dei loro militi (o, secondo un'altra tesi, ad alcuni gruppi di eretici) di insediarsi in zona: nacque così la minoranza francoprovenzale di Faeto e Celle, tuttora esistente. Successivamente si accesero lotte violentissime per il possesso della fortezza di Crepacuore, che finì distrutta. In particolare nel 1461, durante la guerra angioino-aragonese, avvenne in loco una battaglia talmente cruenta che la conca compresa fra i valichi di San Vito e del Buccolo assunse il nome di Lago di sangue. A quell'epoca risale inoltre l'insediamento della comunità arbëreshë di Greci, anch'essa tuttora esistente.
Nel corso dei secoli il tracciato fungeva anche da mulattiera, tanto da essere definito "la via del sale" poiché largamente in uso per il trasporto del sale marino prodotto dalle saline di Barletta (corrispondenti alle moderne saline di Margherita di Savoia). Il tratturello ebbe infatti notevole importanza logistica almeno fino agli inizi del Seicento, prima di essere progressivamente soppiantato dalla nuova via regia delle Puglie (l'attuale strada statale 90 delle Puglie) che dalla sella di Ariano penetra direttamente nella valle del Cervaro. L'intero percorso del tratturello è transitabile anche in epoca contemporanea; lungo il tracciato sono ben visibili la taverna delle Tre Fontane, l'altura del Castiglione, il casale di San Vito, la gola del Buccolo e la taverna Cancarro, oltre a numerose masserie.